# Georges Hardy

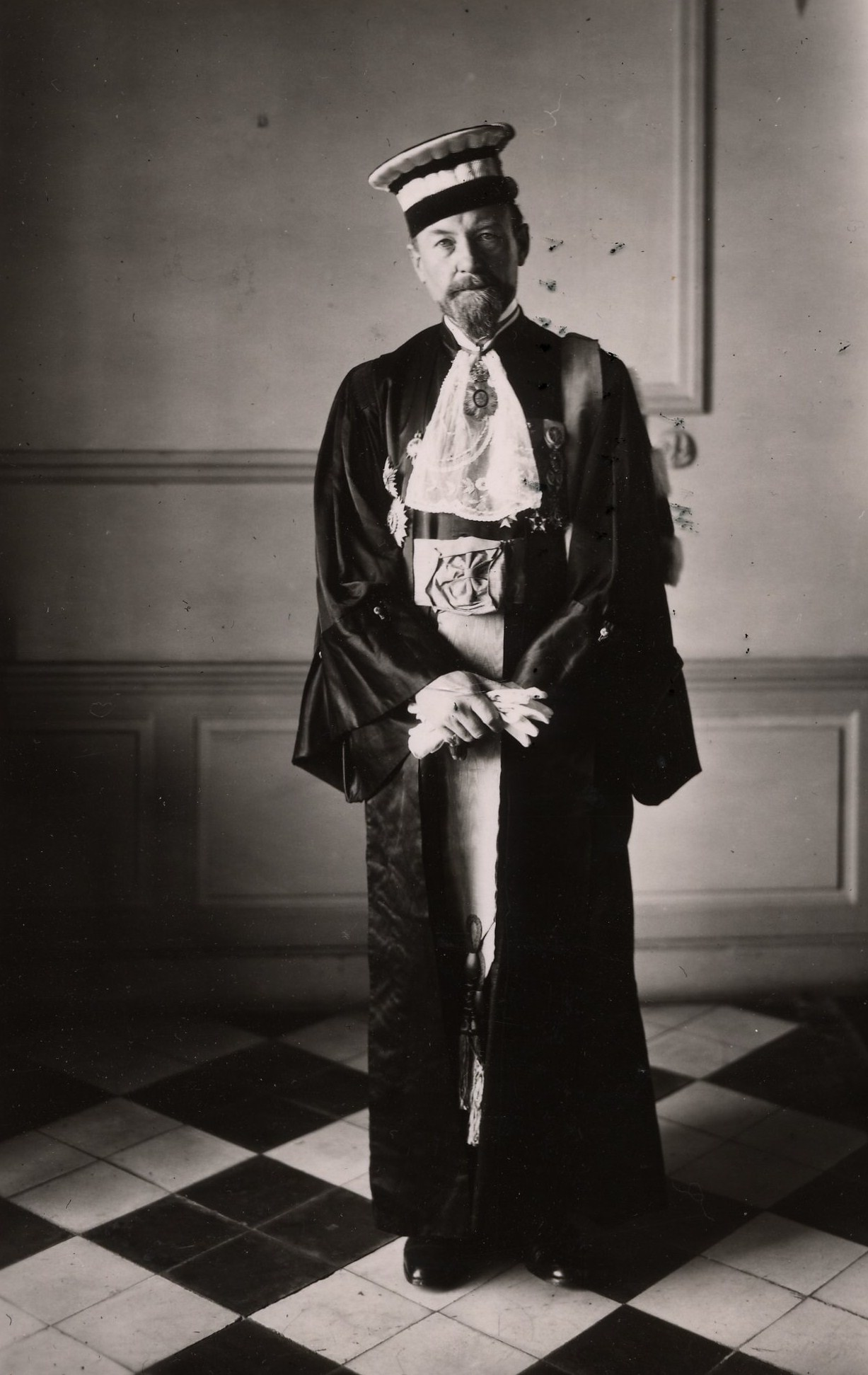
Georges Hardy in der Kleidung eines Recteur d'académie.

Georges Hardy (geb. 5. Mai 1884 in Esquéhéries, Aisne; gest. 10. Mai 1972 in Jaulgonne, Aisne) war ein französischer hochrangiger Beamter im Erziehungswesen und Historiker, der lange Zeit in Nordafrika tätig war. Er war Leiter der École Coloniale, Akademierektor sowie ein bedeutender Vertreter der staatlichen französischen kolonialen Erziehung.

## Leben
Hardy wurde 1912 zum Inspektor für Bildung in Französisch-Westafrika ernannt. Nach Kriegsbeginn einberufen, kehrte er bereits nach seiner im Jahr 1915 erlittenen Verletzung dorthin zurück. Hier hatte er bis 1919 den Posten des Bildungsdirektors (Directeur du service de l’enseignement) inne. Dieselbe Tätigkeit (Directeur General de l'lnstruction Publique) führte er nachfolgend bis 1926 in Französisch-Marokko aus. Nach deren Ende wurde er Directeur der École Coloniale (1926–1932). Darüber hinaus war er Herausgeber der Reihe Les manuels coloniaux (Die kolonialen Handbücher), die seit 1928 bei Larose in Paris erschien.
Folgend ernannte man ihn zum Recteur d'académie (Leiter eines Verwaltungsbezirks für nationale Bildung und Hochschulbildung) der Académie d'Alger (1932–1937; 1940–1943) und der Académie de Lille (1937–1940). Infolge seiner Unterstützung des Vichy-Regime verlor er nach der Ankunft von General de Gaulle in Algier im Juni 1943 und der Schaffung des Französischen Komitees für die Nationale Befreiung den Posten in der Académie d'Alger 1943, wo seine Amtsausführung konform mit der Initiative von General Weygand gegangen war. Nach dem Krieg widmete er sich weiterhin seinen historischen Studien und engagierte sich in der Kommunalpolitik.
Seine Arbeit in Marokko war geprägt durch die Gedanken von Maurice Delafosse, Hubert Lyautey (mit dem er befreundet war) und einem „metropolitan educational reformism“, aber bereits durch seine vorherige Tätigkeit in FWA in Grundzügen angelegt. In den 1930er Jahren spielte Hardy eine bedeutende Rolle in den Debatten um die koloniale Bildungspolitik.

## Schriften
Hardy veröffentlichte eine hohe Anzahl Bücher, insbesondere über die Kolonialgeschichte.
Zu mehreren Werken in kolonialem Erscheinungsbild steuerte er Vorworte bei, beispielsweise zu den beiden Bänden Les coloniaux français illustres (Berühmte französische Kolonialisten) aus der Zeit des Vichy-Regimes.
Im Jahr 1920 befasste er sich mit der Kolonialgeschichte der Französischen Revolution. Damals stand er Albert Mathiez nahe. In der Untersuchung stellte Hardy den weisen und brüderlichen Altruismus Robespierres dem kolonialistischen Egoismus Barnaves, der extremistischen Verantwortungslosigkeit Brissots und dem eigennützigen, käuflichen Opportunismus Dantons gegenüber. Die von Robespierre befürwortete indigenistische und egalitäre Politik hätte es Frankreich seiner Meinung nach ermöglicht, Saint-Domingue zu behalten.

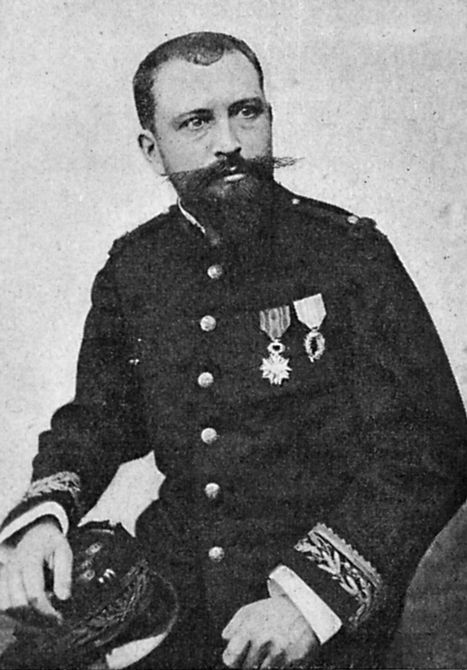
François Clozel, der Generalgouverneur von Französisch-Westafrika (Verfasser des Vorwortes zu Une conquête morale)

Bereits in seinem 1917 erschienenen Une conquête morale (Eine moralische Eroberung - Unterricht in AOF) hatte Georges Hardy als junger Direktor des AOF-Schulwesens den zivilisatorischen Auftrag Frankreichs zu Beginn des 20. Jahrhunderts in Bezug auf die Bildung der Einheimischen in Subsahara-Afrika artikuliert. Für ihn war Bildung nicht losgelöst von der Kolonisierung im Allgemeinen zu sehen, da sie eine sanftere, aber nicht weniger rigorose Form der Eroberung (als mit Waffengewalt) darstellte. Hardy war also vor allem ein begeisterter Diener der Republik, sein – zugleich großzügiges und zweideutiges – Ziel war die Verbreitung der republikanischen Werte unter „den Rassen, die der Zufall der Geschichte uns anvertraut hat“.

Hardy hatte bereits in seinem Vorwort (Notre Bulletin) zum 1. Band des BEAOF (im Januar 1913) darauf geachtet, das Bulletin in die Tradition der metropolitanen pädagogischen Bulletins zu stellen und er ist sowohl inhaltlich als auch formal nicht innovativ. Die relative Neuheit der französischen Schule in Französisch-Westafrika erfordert eine gute Koordination und ein kollektives Nachdenken über die Ziele des Unterrichts, wobei Hardy die koloniale Improvisation eingesteht:

„Ich habe allen Grund zu glauben, dass dieses Neugeborene gut aufgenommen wird [...].  Es gehört nicht zu einer unbekannten Rasse. Es hat zahlreiche Verwandte in allen französischen Departements und in den meisten unserer Kolonien. Moniteurs scolaires, Bulletins de l'Enseignement, Bulletins départementaux, das sind Namen, die Ihnen vertraut sind. Es wäre also für unser Bulletin schon eine ganz kleine Daseinsberechtigung wie diese: uns zu geben, was die anderen schon lange haben, uns in Übereinstimmung mit einer alten Tradition des französischen Bildungswesens (vieille tradition de l’Enseignement français) zu bringen. [...] Wir haben es nicht mit einem Land alter Zivilisation zu tun, in dem die Schule eine Zivilisation ist, die so alt ist wie die Wege, in dem alle pädagogischen Systeme versucht wurden, in dem die Unterrichtsmethoden sich mühelos an prädisponierte Geister anpassen. Wir schneiden, wie man so schön sagt, in das Neue hinein; wir kennen den rauen Stoff, der uns anvertraut wird, noch nicht gut genug und unsere Scheren, das dürfen wir ruhig zugeben, zögern oft in unseren Händen. Wir entwickeln nach und nach eine einheimische Pädagogik, die sich sehr von der anderen unterscheidet, und niemand von Ihnen würde es wagen zu behaupten, dass wir nicht nur die Mittel, sondern auch das Ziel unseres Unterrichts klar erkennen.“

## Veröffentlichungen (Auswahl)
- Georges Hardy und Alfred Gandilhon: Bourges et les abbayes et châteaux du Berry. Paris, H. Laurens, coll. « Les Villes d'art célèbres », 1912.
- Georges Hardy: Le "De Civitate Dei" : source principale du "Discours sur l'histoire universelle". Paris, E. Leroux, coll. « Bibliothèque de l'École des hautes études. Sciences religieuses », 1913.
- Georges Hardy: Géographie de l'Afrique-Occidentale Française : livre du maître, Bulletin de l'enseignement de l'A. O. F., 1913.
- Édouard Galletier und Georges Hardy: L'Histoire romaine par les textes : "Roma", recueil de textes latins relatifs à l'histoire romaine. Paris, Hachette, 1913.
- Georges Hardy: « La localisation des industries dans la généralité d'Orléans au XVIIIe siècle », in: Mémoires pour servir à l'histoire du commerce et de l'industrie en France, Paris 1913.
- Georges Hardy (préf. François Joseph Clozel): Une conquête morale, l'enseignement en A. O. F. Paris, A. Colin, 1917. (Neuauflage: Editions L'Harmattan 2005 - Présentation de J. P. Little).
- Georges Hardy: L'Enseignement au Sénégal de 1817 à 1854. Paris, Emile Larose, 1920, Prix Thérouanne de l'Académie française en 1922.
- Georges Hardy: "Robespierre et la question noire", Annales Révolutionnaires, vol XII, 1920.
- Georges Hardy: L' art Nègre: l'art animiste des noirs d'Afrique. Laurens, Paris 1927.
- Georges Hardy: Géographie de la France extérieure. Larose, Paris 1928.
- Georges Hardy: Histoire de la colonisation française. Larose, Paris 1928.
- Georges Hardy: Nos grands problèmes coloniaux. Colin, Paris 1929.
- Georges Hardy: Géographie et colonisation: avant-propos: Qu'est-ce que la géographie humaine?. Gallimard, Paris 1933.
- Georges Bohn; Georges Hardy; Paul Alphandéry; Georges Lefebvre; Eugène Dupréel: La Foule: exposés. Paris: Alcan, 1934 (Semaine internationale de synthèse; 4)
- Georges Hardy: La Politique coloniale et le partage de la terre aux 19e et 20e siècles. (L’Évolution de l’humanité, Bd. 88) Albin Michel, Paris 1937.
- Georges Hardy: La géographie psychologique. Gallimard, Paris 1939.
- Georges Hardy: Le problème religieux dans l’empire français. (Mythes et religions, Bd. 4) Leroux, Presses universitaires de France, Paris 1940.
- Georges Hardy: Portrait de Lyautey. Bloud & Gay, Paris 1949.
- Georges Hardy: Histoire sociale de la colonisation française. Larose, Paris 1953.

## Ehrungen
- Officier de la Légion d’honneur
- Croix de guerre 1914–1918
- Mitgliedschaft in der Académie des sciences d’outre-mer